# Romano Bobone (cardinale X secolo)
Romano Bobone (... – X secolo) è stato un cardinale italiano della Chiesa cattolica, nominato da papa Leone VI.

## Biografia
Visse nel X secolo fu nominato Cardinale diacono del S.R.C. nell'anno 928 da papa Leone VI.